# Gaya, Niger
Gaya este un oraș situat în partea sudică a republicii Niger, pe malul fluviului Niger.
Orașul este unul dintre punctele cele mai umede ale țării, cantitatea medie anuală de precipitații ajunge la 800 mm.

## Aeroport
Gaya este deservit de un aeroport local (cod ICAO: DRRG).